# Jacob Franquart
Jacob Franquart (1582/83, Antverpy – 6. ledna 1651 (pohřben), Brusel) byl vlámský malíř, dvorní architekt a vynikající mšdirytec. Jeho jméno bylo také hláskováno Francquart, Franckaert, Francquaert, Jacques Franquart, Francuart. Franquart učil malovat i svou neteř Annu Franciscu de Bruyns.

## Životopis
Franquart se narodil v Antverpách nebo v Bruselu. V roce 1620 vytvořil návrh kostela Svatého Augustina (Temple des Augustins), který stál na Place de Broukere v Bruselu, od jeho dokončení v roce 1642 až po jeho demolici v roce 1893. Fasáda budovy je nyní součástí bruselského kostela Nejsvětější Trojice.

### Dílo
Franquart byl také známý svými vynikajícími ilustracemi, příkladem je rytina pohřebního průvodu Albrechta VII. Habsburského z roku 1621. Rytina byla publikována v Bruselu, ale je považována spíše za jedno z nejvýznamnějších děl zlatého věku antverpské mědirytiny. Většinu textu napsal belgický spisovatel a historik Erycius Puteanus (Venlo, 1574 - Leuven 1646), publikovaný dříve v knize s názvem Phoenix Principum ... (Louvain, 1622). Téměř 1 metr dlouhá rytina představující pohřební průvod arcivévody Albrechta VII. Habsburského konaného v roce 1621 je ukázkou vynikající práce Jacoba Franquarta.

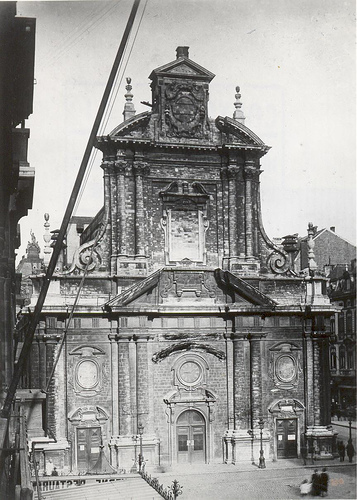
Kostel Sv. Augustina
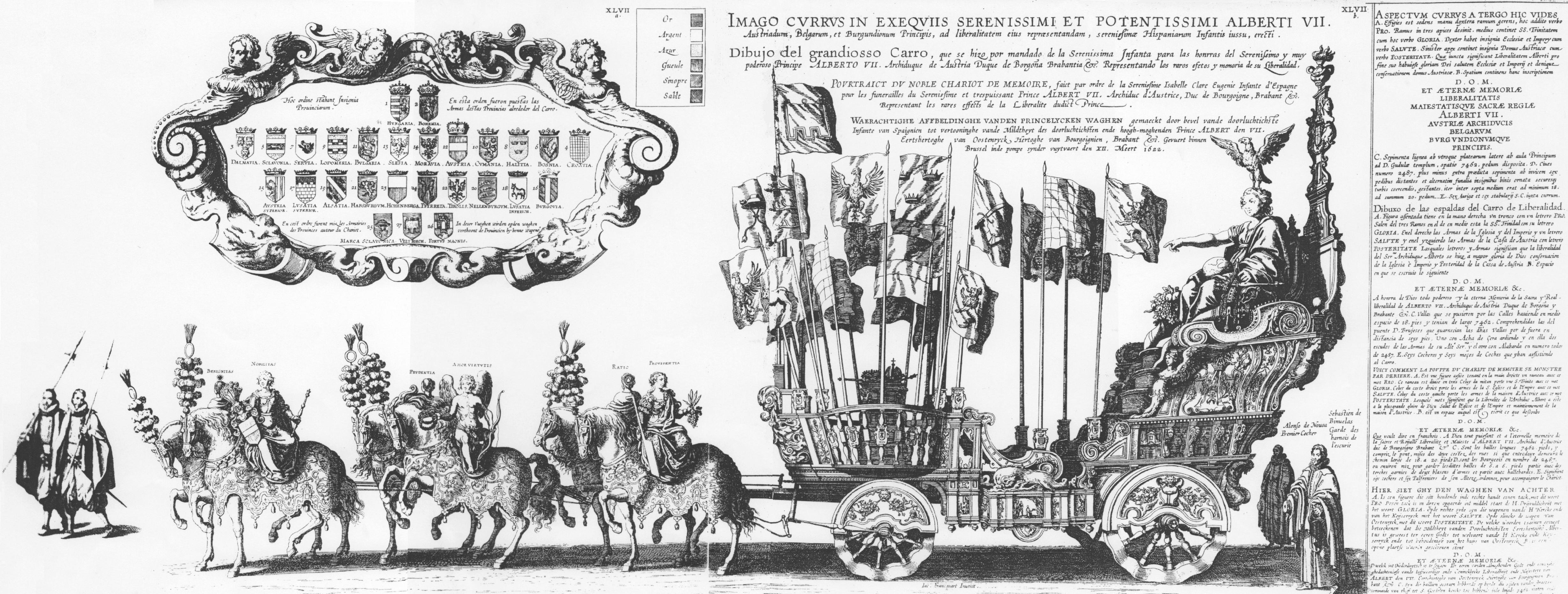
Pohřební průvod arcivévody Albrechta VII. Habsburského, rytec Jacob Franquart, (1623)
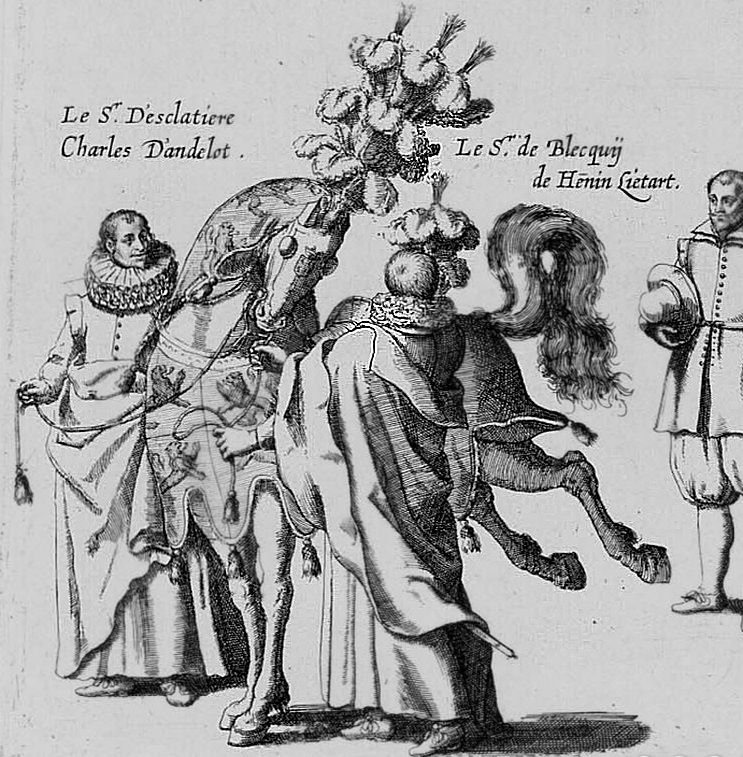
Pompa Funebris Albrecht VII.